# Symplococarpon purpusii
Symplococarpon purpusii är en tvåhjärtbladig växtart som först beskrevs av T. S. Brandegee, och fick sitt nu gällande namn av Clarence Emmeren Kobuski. Symplococarpon purpusii ingår i släktet Symplococarpon och familjen Pentaphylacaceae. Inga underarter finns listade i Catalogue of Life.